# Агордат
Акорда́т (также Агорда́т или Ак’ордат, геэз ኣቆርዳት) — бывший административный центр ликвидированной провинции Барка Эритреи, расположенный на реке Барка. Акордат находится в 75 км к западу от Кэрэна.

## Описание
Акордат — важный город, в котором есть рынок и большая мечеть. Акордат был последним значительным городом на магистрали Эритрейской железной дороги до Массауа через Асмэру. Конечным пунктом железнодорожной линии была станция Бишиа. Экономика города зависит от торговцев, разъезжающих между Асмэрой и городом Кассала в Судане.

## История
Под Акордатом 21 декабря 1893 года произошло одно из сражений итало-суданской войны, в котором участвовали 2200 итальянцев и отряды местных жителей под командованием Аримонди и 11500 махдистов под командованием Ахмеда Али, которые вторглись на территорию, занятую итальянцами. Махдисты были обращены в бегство и потеряли 3 тысячи человек. Итальянцы потеряли 13 человек, кроме того, было убито или ранено 225 их союзников из числа коренного населения.

## Климат
| Показатель                    | Янв. | Фев. | Март | Апр. | Май  | Июнь | Июль | Авг. | Сен. | Окт. | Нояб. | Дек. | Год   |
| ----------------------------- | ---- | ---- | ---- | ---- | ---- | ---- | ---- | ---- | ---- | ---- | ----- | ---- | ----- |
| Средний суточный максимум, °C | 32,9 | 34,5 | 36,5 | 39,3 | 40,8 | 39,2 | 35,6 | 33,7 | 36,2 | 38,1 | 36,7  | 34,7 | 36,5  |
| Средняя температура, °C       | 25,3 | 26,4 | 27,9 | 30,8 | 32,5 | 31,7 | 29,0 | 27,5 | 29,2 | 30,8 | 29,1  | 27,0 | 28,9  |
| Средний суточный минимум, °C  | 17,8 | 18,4 | 19,3 | 22,3 | 24,2 | 24,3 | 22,5 | 21,3 | 22,3 | 23,5 | 21,5  | 19,3 | 21,4  |
| Норма осадков, мм             | 0,7  | 1,0  | 0,2  | 3,8  | 9,4  | 25,7 | 82,2 | 94,9 | 33,7 | 6,0  | 2,7   | 0,5  | 260,8 |
| Источник: ,                   |      |      |      |      |      |      |      |      |      |      |       |      |       |

## Достопримечательности
- Вторая по величине мечеть в Эритрее, построенная в 1963 году.
- Бывший губернаторский дворец
- Католическая церковь
- Восточный базар меркато

## Галерея

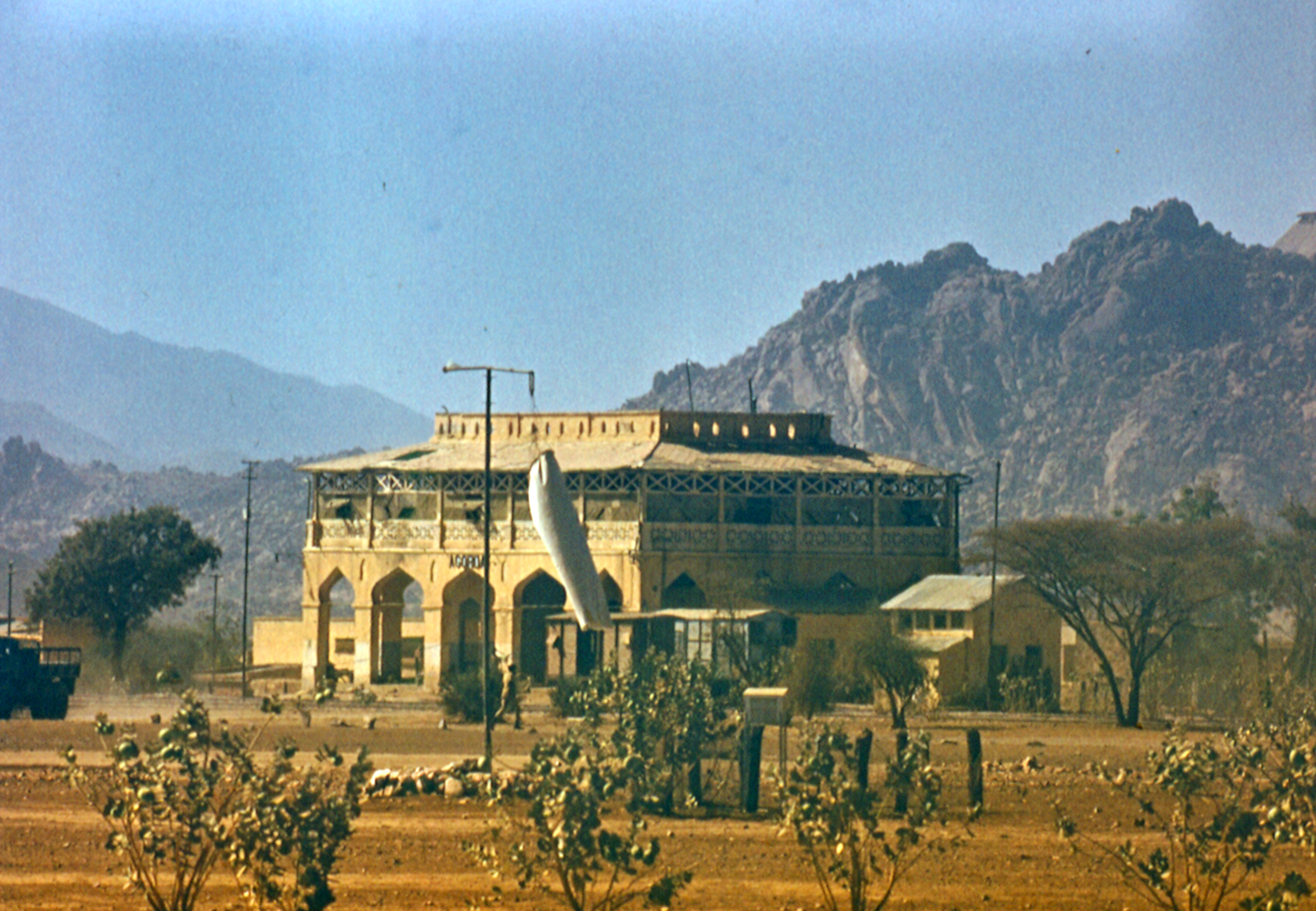
Аэропорт Акордата в 1982 г.
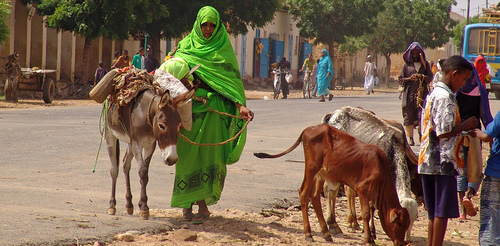
В Акордате